# Oreopasites albinota
Oreopasites albinota är en biart som beskrevs av Linsley 1941. Oreopasites albinota ingår i släktet Oreopasites och familjen långtungebin. Inga underarter finns listade i Catalogue of Life.